# Tetracnemus heydeni
Tetracnemus heydeni är en stekelart som först beskrevs av Mayr 1876.  Tetracnemus heydeni ingår i släktet Tetracnemus och familjen sköldlussteklar. Inga underarter finns listade i Catalogue of Life.